# Benjamin Markovits
Benjamin Markovits (Palo Alto, 1973) è uno scrittore statunitense.

## Biografia
Nato nel 1973 in California, ha vissuto a Berlino, Oxford e nel Texas.
Ha studiato all'Università Yale e, dopo una parentesi nella pallacanestro, a Oxford prima d'insegnare inglese e scrivere recensioni, poesie e racconti per riviste e quotidiani come il Guardian, The Paris Review e il New York Times.
Dopo il suo esordio nel 2004 con The Syme Papers, ha pubblicato altri 7 romanzi e un memoir vincendo nel 2015 il James Tait Black Memorial Prize con Esperimento americano.
Selezionato nel 2013 dalla rivista Granta tra i migliori giovani romanzieri britannici ed eletto membro della Royal Society of Literature nel 2018, vive e lavora a Londra dove insegna scrittura creativa alla Royal Holloway.

## Opere principali

### Trilogia Lord Byron
- Imposture (2007)
- A quiet adjustment (2008)
- Childish Loves (2011)

### Altri romanzi
- The Syme Papers (2004)
- Either side of winter (2005)
- Fathers and daughters (2005)
- Esperimento americano (You don't have to live like this, 2015), Roma, 66Thand2nd, 2017 traduzione di Gabriella Tonoli ISBN 978-88-98970-97-1.
- A Weekend in New York (2018)

### Memoir
- Un gioco da grandi (Playing Days, 2010), Roma, 66Thand2nd, 2012 traduzione di Michele Martino ISBN 978-88-96538-24-1.

## Premi e riconoscimenti
- Pushcart Prize: 2009 con Another Sad, Bizarre Chapter in Human History
- James Tait Black Memorial Prize: 2015 con Esperimento americano